# Тасыбай
Тасыбай (каз. Тасыбай) — село в Житикаринском районе Костанайской области Казахстана. Входит в состав Большевистского сельского округа. Находится примерно в 66 км к юго-западу от районного центра, города Житикара, на высоте 350 метров над уровнем моря. Код КАТО — 394435500.

## Население
В 1999 году население села составляло 84 человека (43 мужчины и 41 женщина). По данным переписи 2009 года, в селе проживало 28 человек (14 мужчин и 14 женщин).